# Mensagens (álbum de Roberto Carlos)
Mensagens é uma compilação do cantor e compositor Roberto Carlos, lançado em 1999 pela gravadora Sony Music. O disco é uma coletânea de canções religiosas lançadas pelo cantor ao longo de sua carreira.

## Faixas
1. Jesus Cristo
  - do álbum de 1970
2. Nossa Senhora
  - do álbum de 1993
3. Luz Divina
  - do álbum de 1991
4. O Terço
  - do álbum de 1996
5. Jesus Salvador
  - do álbum de 1994
6. Aleluia
  - do álbum de 1984
7. Fé
  - do álbum de 1978
8. A Montanha
  - do álbum de 1972
9. Estou Aqui
  - do álbum de 1983
10. Ele Está Pra Chegar
  - do álbum de 1981
11. Quando Eu Quero Falar Com Deus
  - do álbum de 1995
12. Coração De Jesus
  - Canciones que amo (1997)

## Not
as e referências
1. ↑  «Roberto Carlos». ABPD. Consultado em 31 de dezembro de 2010